# Administrativní dělení Číny
Administrativní členění Čínské lidové republiky zahrnuje následkem velké rozlohy země a vysokého počtu obyvatel několik úrovní.
Na první a zároveň nejvyšší, tzv. provinční úrovni, se země dělí na 33 celků (nepočítaje v to Tchaj-wan). Jedná se o 22 provincií, 5 autonomních oblastí, 4 přímo spravovaná města a 2 zvláštní administrativní oblasti (případně ještě nárokovanou provincii, kterou je zmíněný Tchaj-wan).
Na druhé úrovni administrativního dělení se nachází městské prefektury, autonomní kraje, prefektury a ajmagy, kterých je 334 (k roku 2017). Na úrovni třetí bylo roku 2017 2851 celků (okresů, městských obvodů, městských okresů, autonomních okresů a dalších celků), na čtvrté úrovni existuje téměř 40 tisíc obcí, městysů a čtvrtí a na páté úrovni přes 660 tisíc městských obvodů a vesnic.

## Provinční úroveň
Na nejvyšší, provinční, úrovni se Čínská lidové republika dělí na 34 celků (prakticky na 33, jelikož provincie Tchaj-wan je ovládána vládou Čínské republiky). S výjimkou zmíněného Tchaj-wanu to jsou:
- 22 provincií (čínsky: český přepis šeng, pchin-jin shěng, znaky 省)
- 5 autonomních oblastí (c’-č’-čchü, zìzhìqū, 自治区)
- 4 přímo spravovaná města (č’-sia-š’, zhíxiáshì, 直辖市)
- 2 zvláštní správní oblasti (tche-pie-sing-čeng-čchü, tèbiéxíngzhèngqū, 特别行政区)

### Seznam celků na provinční úrovni
| 1  |
| 2  |
| 3  |
| 4  |
| 5  |
| 6  |
| 7  |
| 8  |
| 9  |
| 10 |
| 11 |
| 12 |
| 13 |
| 14 |
| 15 |
| 16 |
| 17 |
| 18 |
| 19 |
| 20 |
| 21 |
| 22 |
| 23 |
| 24 |
| 25 |
| 26 |
| 27 |
| 28 |
| 29 |
| 30 |
| 31 |
| 32 |
| 33 |
| -- |

| Postavení               | Název oblasti             | Mapa                      | Zjednodušené znaky | Tradiční znaky | Pinyin       | Populace    | Hustota zalidnění (obyv./km²) | Rozloha (km²) |
| ----------------------- | ------------------------- | ------------------------- | ------------------ | -------------- | ------------ | ----------- | ----------------------------- | ------------- |
| Autonomní oblast        | Kuang-si                  | Kuang-si                  | 广西               | 廣西           | Guǎngxī      | 46 026 629  | 194,5                         | 236 700       |
| Autonomní oblast        | Ning-sia                  | Ning-si                   | 宁夏               | 寧夏           | Níngxià      | 6 301 350   | 94,9                          | 66 400        |
| Autonomní oblast        | Sin-ťiang                 | Sin-Ťiang                 | 新疆               | 新疆           | Xīnjiāng     | 21 813 334  | 13,1                          | 1 660 000     |
| Autonomní oblast        | Tibetská autonomní oblast | Tibetská autonomní oblast | 西藏               | 西藏           | Xīzàng       | 3 002 166   | 2,5                           | 1 220 000     |
| Autonomní oblast        | Vnitřní Mongolsko         | Vnitřní Mongolsko         | 内蒙古             | 内蒙古         | Nèi Měnggǔ   | 24 706 321  | 20,9                          | 1 180 000     |
| Provincie               | An-chuej                  | An-chuej                  | 安徽               | 安徽           | Ānhuī        | 59 500 510  | 426                           | 139 600       |
| Provincie               | Če-ťiang                  | Če-ťiang                  | 浙江               | 浙江           | Zhèjiāng     | 54 426 891  | 535                           | 101 800       |
| Provincie               | Čching-chaj               | Čching-chaj               | 青海               | 青海           | Qīnghǎi      | 5 626 722   | 7,8                           | 720 000       |
| Provincie               | Fu-ťien                   | Fu-ťien                   | 福建               | 福建           | Fújiàn       | 36 894 216  | 304                           | 121 400       |
| Provincie               | Chaj-nan                  | Chaj-nan                  | 海南               | 海南           | Hǎinán       | 8 671 518   | 248                           | 35 000        |
| Provincie               | Che-pej                   | Che-pej                   | 河北               | 河北           | Héběi        | 71 854 202  | 378                           | 190 000       |
| Provincie               | Che-nan                   | Che-nan                   | 河南               | 河南           | Hénán        | 94 023 567  | 563                           | 167 000       |
| Provincie               | Chej-lung-ťiang           | Chej-lung-ťiang           | 黑龙江             | 黑龍江         | Hēilóngjiāng | 38 312 224  | 84                            | 454 000       |
| Provincie               | Chu-nan                   | Chu-nan                   | 湖南               | 湖南           | Húnán        | 65 683 722  | 310                           | 211 800       |
| Provincie               | Chu-pej                   | Chu-pej                   | 湖北               | 湖北           | Húběi        | 57 237 740  | 308                           | 185 900       |
| Provincie               | Jün-nan                   | Jün-nan                   | 云南               | 雲南           | Yúnnán       | 45 966 239  | 117                           | 394 000       |
| Provincie               | Kan-su                    | Kan-su                    | 甘肃               | 甘肅           | Gānsù        | 25 575 254  | 56                            | 455 000       |
| Provincie               | Kuang-tung                | Kuang-tung                | 广东               | 廣東           | Guǎngdōng    | 104 303 132 | 586                           | 178 000       |
| Provincie               | Kuej-čou                  | Kuej-čou                  | 贵州               | 貴州           | Guìzhōu      | 34 746 468  | 197                           | 176 100       |
| Provincie               | Liao-ning                 | Liao-ning                 | 辽宁               | 遼寧           | Liáoníng     | 43 746 323  | 300                           | 145 900       |
| Provincie               | S’-čchuan                 | S'-čchuan                 | 四川               | 四川           | Sìchuān      | 80 418 200  | 166                           | 485 000       |
| Provincie               | Šan-tung                  | Šan-tung                  | 山东               | 山東           | Shāndōng     | 95 793 065  | 611                           | 156 700       |
| Provincie               | Šan-si                    | Šan-si                    | 山西               | 山西           | Shānxī       | 35 712 111  | 229                           | 156 000       |
| Provincie               | Šen-si                    | Šen-si                    | 陕西               | 陝西           | Shǎnxī       | 37 327 378  | 182                           | 205 600       |
| Provincie               | Ťiang-si                  | Ťiang-si                  | 江西               | 江西           | Jiāngxī      | 44 567 475  | 267                           | 166 900       |
| Provincie               | Ťiang-su                  | Ťiang-su                  | 江苏               | 江蘇省         | Jiāngsū      | 78 659 903  | 767                           | 102 600       |
| Provincie               | Ťi-lin                    | Ťi-lin                    | 吉林               | 吉林           | Jílín        | 27 462 297  | 147                           | 187 400       |
| Přímo spravované město  | Peking                    | Peking                    | 北京               | 北京           | Běijīng      | 19 612 368  | 1167                          | 16 808        |
| Přímo spravované město  | Čchung-čching             | Čchung-čching             | 重庆               | 重慶           | Chóngqìng    | 28 846 170  | 350                           | 82 400        |
| Přímo spravované město  | Šanghaj                   | Šanghaj                   | 上海               | 上海           | Shànghǎi     | 23 019 148  | 3701                          | 6 219         |
| Přímo spravované město  | Tchien-ťin                | Tchien-ťin                | 天津               | 天津           | Tiānjīn      | 12 938 224  | 1144                          | 11 305        |
| Zvláštní správní oblast | Hongkong                  | Hongkong                  | 香港               | 香港           | Xiānggǎng    | 7 102 300   | 6540                          | 1 104         |
| Zvláštní správní oblast | Macao                     | Masaco                    | 澳门               | 澳門           | Àomén        | 552 300     | 18 772                        | 29,5          |

## Prefekturní úroveň

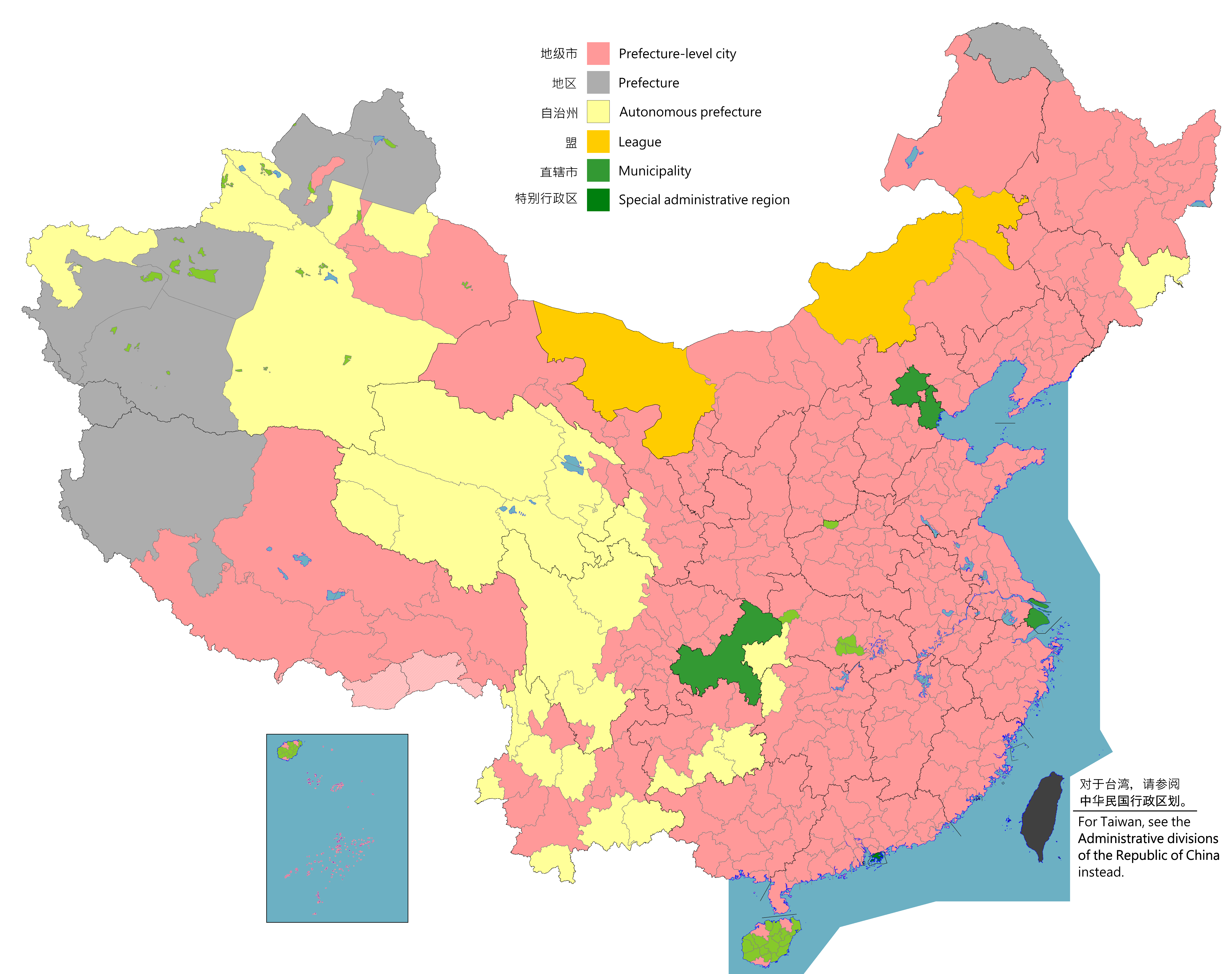
Dělení Čínské lidové republiky na prefekturní úrovni:
Městské prefektury
Autonomní kraje
Prefektury
Ajmagy
Celky na nižší nebo vyšší úrovni:
Přímo spravovaná města
Subprovinční města
Zvláštní administrativní oblasti
Celky na nižší než prefekturní úrovni

Prefekturní úroveň je druhá nejvyšší úroveň administrativního rozdělení Čínské lidové republiky. Provincie a autonomní oblasti se dělí vesměs na městské prefektury, v menším počtu existují i autonomní prefektury, prefektury a ajmagy. Přímo řízená města tento stupeň nemají, jsou rozdělena na městské obvody, okresy a nové obvody.
Celkem bylo v Čínské lidové republice k červnu 2017 334 správních celků druhé úrovně:
- 293 městských prefektur (čínsky: český přepis ti-ťi-š’, pchin-jin dìjíshì, znaky 地级市), městská prefektura je nejčastější správní jednotka druhé úrovně. Typicky je tvořená centrální městskou oblastí (původní sídelní město prefektury) a okolními regiony tvořenými menšími městy, vesnicemi a krajinou. V městské prefektury byly transformovány prefektury s počtem nezemědělského obyvatelstva přes 250 tisíc, průmyslovou produkcí přes 2 miliardy jüanů a terciárním sektorem silnějším než primární a přispívajícím nejméně 35 % k místnímu HDP.[1]
- 30 autonomních krajů (c’-č’-čou, zīzhìzhōu, 自治州) existuje v oblastech osídlených národnostními menšinami.
- 7 prefektur (ti-čchü, dìqū, 地区), prefektury byly původně standardní správní jednotka druhé úrovně, od roku 1983 do počátku 21. století většina z nich prošla transformací v městské prefektury.
- 3 ajmagy (meng, méng, 盟) existují ve Vnitřním Mongolsku, tradiční správní jednotky v oblastech osídlených kočovnými Mongoly.

## Okresní úroveň

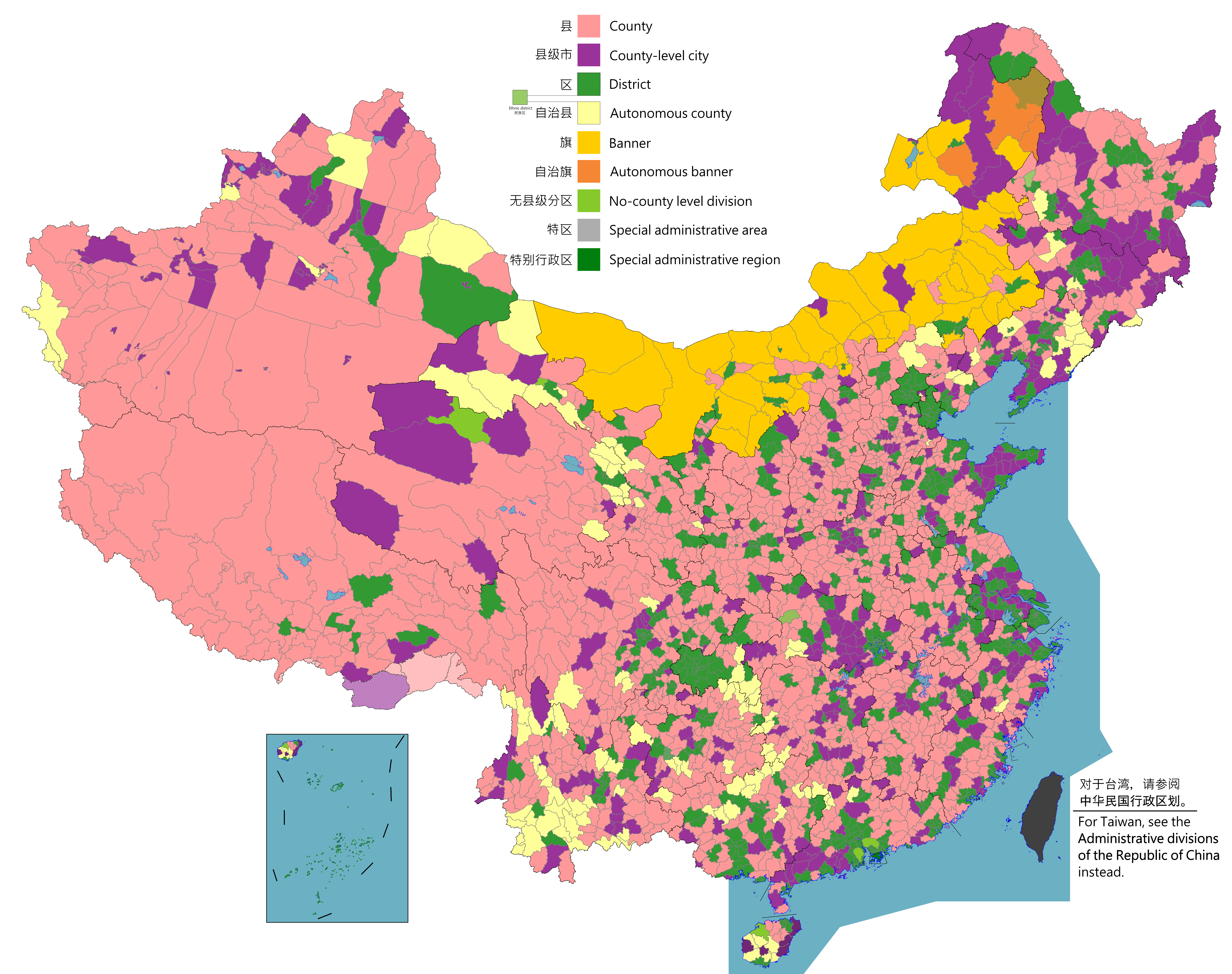
Dělení Čínské lidové republiky na okresní úrovni:
Okresy
Městské obvody
Městské okresy
Korouhve
Autonomní okresy
Autonomní korouhve
Správní výbor
Lesní obvod, zvláštní obvod; celky na nižší než okresní úrovni

Na třetí úrovni existovalo k červnu 2017 celkem 2 851 celků podřízených útvarům druhého stupně, přímo řízeným městům, nebo podprovinčním celkům:
- 1 360 okresů (čínsky: český přepis sien, pchin-jin xiàn, znaky 县) – nejobvyklejší typ celku na této úrovni, s tradicí sahající až do období válčících států. Sestává sídelního města a širokého okolí s jeho městy, městečky a vesnicemi.
- 954 městských obvodů (š’-sia-čchü, shìxiáqū, 市辖区; nebo prostě obvodů – čchü, qū, 区) byly původně ryze městské okrsky, v posledních letech tak byly pojmenovány i některé okresy se smíšeným městským i venkovským charakterem osídlení.
- 366 městských okresů (sien-ťi-š’, xiànjíshì, 县级市) jsou analogie městské prefektury v menším měřítku. Sestávají z centrální městské oblasti a venkovského okolí. Vytvářeny byly od 90. let 20. století.
- 117 autonomních okresů (c’-č’-sien, zìzhìxiàn, 自治县) existují v oblastech osídlených národnostními menšinami.
- 49 korouhví (čchi, qí, 旗) jsou okresy Vnitřního Mongolska, jejichž jméno vychází ze starších správních tradic mongolských území (viz též osm korouhví říše Čching).
- 3 autonomní korouhve (c’-č’-čchi, zìzhìqí, 自治旗) jsou autonomní okresy Vnitřního Mongolska, pouze odlišně pojmenované.
- 1 lesní obvod (lin-čchü, línqū, 林区) je speciální lesnatý celek na okresní úrovni v provincii Chu-pej.
- 1 zvláštní obvod (tche-čchü, tèqū, 特区) je celek na okresní úrovni v provincii Kuej-čou.

## Obecní úroveň
Na čtvrté úrovni existovalo k červnu 2017 celkem 39 864 celků podřízených útvarům třetího stupně:
- 20 942 městysů (čen, zhèn, 镇), které sestávají z městského jádra a případně i okolních vesnic (cchun, cūn, 村, nebo čuang, zhuāng, 庄)
- 9 660 obcí (siang, xiāng, 乡), existující v méně zalidněných a méně urbanizovaných okrscích než městyse.
- 8 122 (městských) čtvrtí (doslova „ulice“, ťie-tao, jiēdào, 街道; nebo pouze ťie, jiē, 街). Vedené jsou uličními výbory (ťie-tao pan-š'-čchu, jiēdàobànshìchù, 街道办事处).
- 985 národnostních obcí (min-cu siang, mínzú xiāng, 民族乡) jsou obce obydlené členy menšinových národností.
- 152 somonů (su-mu, sūmù, 苏木) jsou ekvivalenty obcí siang ve Vnitřním Mongolsku.
- 2 okresní obvody (sien-sia-čchü, xiànxiáqū, 县辖区), správní obvody v rámci okresu, do 80. let 20. století rozšířený útvar mezi okresy a obcemi.
- 1 národnostní somon (min-cu su-mu, mínzú sūmù, 民族苏木) ve Vnitřním Mongolsku je jinak pojmenovaná národnostní obec.

## Vesnická úroveň
Na páté úrovni existuje množství drobných celků. Městská zástavba je rozdělena na obvody (še-čchü, shèqū, 社区; siao-čchü, xiǎoqū, 小区; nebo ťü-ču-čchü, jūzhùqū, 居住区), venkov na vesnice (cchun, cūn, 村). Obvodů je ve městech přes 100 tisíc, vesnic téměř 560 tisíc. Nehrají valnou roli v systému výkonné moci, mají organizační význam (sčítání a evidence obyvatel, pošta, apod.).

## Mezi úrovněmi
Subprovinční města (čínsky: český přepis fu-šeng-ťi-čcheng-š’, pchin-jin fùshěngjíchéngshì, znaky 副省级城市) je 15 (k 31. prosinci 2005) městských prefektur zahrnujících velká města. Stojí výše než celky na prefekturní úrovni. Jejich úřady mají vyšší pravomoci než úřady běžných městských prefektur, nicméně stojí níže než provincie, nebo přímo řízená města.
Jediný subprovinční autonomní kraj (fu-šeng-ťi-c’-č’-čou, fùshěngjízìzhìzhōu, 副省级自治州) leží na severozápadě Sin-ťiangu. Skládá se ze 12 celků – 2 prefektur, 7 okresů, 2 městských okresů a 1 autonomního okresu.
Zvláštní status mají subprovinční nové obvody (fu-šeng-ťi š’-sin-sia-čchü, fùshěngjí shìxiáxīnqū, 副省级市辖新区; zkráceně nový obvod, sia-čchü, xīnqū, 新区). Nejstarší existuje v Šanghaji (od roku 1993), po roce 2009 vznikly další čtyři i v Ťiencinu, Čchung-čchingu, Če-ťiangu a Kan-su. Vznikly reorganizací městských obvodů ve zvláštní ekonomické zóny, přičemž získaly pravomoci subprovinčních měst. Po roce 2012 jejich počet dále rostl.
Městské podprefektury (fu-ti-ťi-š’, fùdìjíshì, 副地级市) jsou městské okresy s rozšířenými pravomocemi a zpravidla přímo podřízené provinční vládě.